# Fernando Ernesto Santos
Fernando Ernesto Pires dos Santos (Presidente Prudente, 24 de fevereiro de 1988) é um nadador brasileiro.

## Trajetória esportiva
É atleta do Sport Club Corinthians Paulista.
No Campeonato Mundial de Esportes Aquáticos de 2013 em Barcelona, terminou em sétimo lugar na  4 x 100 metros livre, junto com Marcelo Chierighini, Nicolas Oliveira e Vinícius Waked. e em 11.º lugar no revezamento 4 x 200 metros livres junto com Nicolas Oliveira, João de Lucca e Vinícius Waked.
No Campeonato Brasileiro Absoluto de Natação de 2015 – Troféu José Finkel, nas piscinas do Esporte Clube Pinheiros, conquistou quatro medalhas: uma de ouro, uma de prata e duas de bronze. Os triunfos ocorreram em duas provas individuais: nos 200 metros costas, com a marca de 2 min 00 s 020 ms, ficando com a prata; e os 100 metros livre, onde foi terceiro colocado, com o tempo de 49 s 040 ms. No revezamento, ajudou o time alvinegro a ficar com o ouro na 4 x 200 metros livres, e o bronze pela 4 x 50 metros livre; foi, ainda, o sexto colocado nos 200 metros livre.